# Мавзолей Кобыланды-батыра
Мавзолей Кобланды-батыра — мавзолей на месте, где по преданию был похоронен Кобыланды Батыр. Наиболее известен мавзолей на окраине Жиренкопа, расположенный возле железнодорожного пути Елек—Защита, на левом берегу реки Кобда в Западном Казахстане. Старинный мавзолей — памятник архитектуры из красного кирпича, описанный в трудах И. А. Кастанье — в настоящее время разрушен. В 1968 году Ноэль Шаяхметовым была проведена попытка эксгумации остатков батыра с целью восстановления его облика по методу Герасимова. При этом использовались бульдозер и экскаватор, что привело к почти полному уничтожению остатков мавзолея. Сохранились углы, давшие возможность установить размеры сооружения — 11,60 на 8,50 м. В 2005 году мавзолей исследован археологами, открыты 4 погребения, два из которых расположены одно над другим.
В 2007 году поверх традиционного места захоронения Кобланды-батыра был построен новый мавзолей в виде купола высотой 17,5 м и диаметром 12 м, который напоминает традиционный шлем казахских батыров.
По записям Ч. Валиханова известен также каменный мавзолей Кобланды-батыра на берегу реки Сарысу в Центральном Казахстане.